# Deuxième circonscription du Gard
La deuxième circonscription du Gard est l'une des six circonscriptions législatives françaises que compte le département du Gard situé en région Occitanie.

## Description géographique et démographique

### De 1958 à 1986
Le département avait quatre circonscriptions.
La deuxième circonscription était composée de :
- canton d'Aigues-Mortes
- canton d'Aramon
- canton de Bagnols-sur-Cèze
- canton de Beaucaire
- canton de Marguerittes
- canton de Remoulins
- canton de Roquemaure
- canton de Saint-Chaptes
- canton de Saint-Gilles
- canton de Sommières
- canton d'Uzès
- canton de Vauvert
- canton de Villeneuve-lès-Avignon

(source : Journal Officiel du 13-14 octobre 1958).

### Depuis 1988
La deuxième circonscription du Gard est délimitée par le découpage électoral de la loi no 86-1197 du 24 novembre 1986
, elle regroupe les divisions administratives suivantes : 
- Canton d'Aigues-Mortes
- canton de Beaucaire
- canton de Marguerittes
- canton de Nîmes-2
- canton de Rhôny-Vidourle
- canton de Saint-Gilles
- canton de Vauvert.

### Depuis 2010
Depuis 2009, la circonscription est composée des cantons suivants : 
- canton d'Aigues-Mortes
- canton de Sommières
- canton de Rhôny-Vidourle
- canton de Saint-Gilles
- canton de Vauvert.

D'après le recensement général de la population en 2022, réalisé par l'Institut national de la statistique et des études économiques (INSEE), la population totale de cette circonscription est estimée à 123 424 habitants.
| Nom                     | Code Insee | Intercommunalité         | Superficie (km2) | Population (dernière pop. légale) | Densité (hab./km2) |
| ----------------------- | ---------- | ------------------------ | ---------------- | --------------------------------- | ------------------ |
| Aigues-Mortes           | 30003      | CC Terre de Camargue     | 57,78            | 8 707 (2022)                      | 151                |
| Aigues-Vives            | 30004      | CC Rhôny Vistre Vidourle | 12               | 3 340 (2022)                      | 278                |
| Aimargues               | 30006      | CC de Petite Camargue    | 26,48            | 5 806 (2022)                      | 219                |
| Aspères                 | 30018      | CC du Pays de Sommières  | 10,06            | 553 (2022)                        | 55                 |
| Aubais                  | 30019      | CC Rhôny Vistre Vidourle | 11,79            | 2 938 (2022)                      | 249                |
| Aubord                  | 30020      | CC de Petite Camargue    | 9,42             | 2 296 (2022)                      | 244                |
| Aujargues               | 30023      | CC du Pays de Sommières  | 6,85             | 769 (2022)                        | 112                |
| Beauvoisin              | 30033      | CC de Petite Camargue    | 27,82            | 5 823 (2022)                      | 209                |
| Bernis                  | 30036      | CA Nîmes Métropole       | 12,8             | 3 341 (2022)                      | 261                |
| Boissières              | 30043      | CC Rhôny Vistre Vidourle | 3,33             | 595 (2022)                        | 179                |
| Calvisson               | 30062      | CC du Pays de Sommières  | 28,97            | 6 295 (2022)                      | 217                |
| Codognan                | 30083      | CC Rhôny Vistre Vidourle | 4,65             | 2 518 (2022)                      | 542                |
| Congénies               | 30091      | CC du Pays de Sommières  | 8,64             | 1 628 (2022)                      | 188                |
| Fontanès                | 30114      | CC du Pays de Sommières  | 14,44            | 688 (2022)                        | 48                 |
| Gallargues-le-Montueux  | 30123      | CC Rhôny Vistre Vidourle | 10,89            | 3 615 (2022)                      | 332                |
| Générac                 | 30128      | CA Nîmes Métropole       | 24,26            | 4 039 (2022)                      | 166                |
| Junas                   | 30136      | CC du Pays de Sommières  | 7,75             | 1 260 (2022)                      | 163                |
| Langlade                | 30138      | CA Nîmes Métropole       | 9                | 2 297 (2022)                      | 255                |
| Le Cailar               | 30059      | CC de Petite Camargue    | 30,01            | 2 566 (2022)                      | 86                 |
| Lecques                 | 30144      | CC du Pays de Sommières  | 5,2              | 473 (2022)                        | 91                 |
| Le Grau-du-Roi          | 30133      | CC Terre de Camargue     | 54,73            | 8 513 (2022)                      | 156                |
| Mus                     | 30185      | CC Rhôny Vistre Vidourle | 2,6              | 1 597 (2022)                      | 614                |
| Nages-et-Solorgues      | 30186      | CC Rhôny Vistre Vidourle | 6,18             | 2 160 (2022)                      | 350                |
| Saint-Clément           | 30244      | CC du Pays de Sommières  | 5,04             | 347 (2022)                        | 69                 |
| Saint-Dionisy           | 30249      | CA Nîmes Métropole       | 3,42             | 1 071 (2022)                      | 313                |
| Saint-Gilles            | 30258      | CA Nîmes Métropole       | 153,73           | 14 427 (2022)                     | 94                 |
| Saint-Laurent-d'Aigouze | 30276      | CC Terre de Camargue     | 89,81            | 3 651 (2022)                      | 41                 |
| Salinelles              | 30306      | CC du Pays de Sommières  | 8,84             | 558 (2022)                        | 63                 |
| Sommières               | 30321      | CC du Pays de Sommières  | 10,36            | 5 028 (2022)                      | 485                |
| Souvignargues           | 30324      | CC du Pays de Sommières  | 11,09            | 932 (2022)                        | 84                 |
| Uchaud                  | 30333      | CC Rhôny Vistre Vidourle | 8,8              | 4 824 (2022)                      | 548                |
| Vauvert                 | 30341      | CC de Petite Camargue    | 109,86           | 11 772 (2022)                     | 107                |
| Vergèze                 | 30344      | CC Rhôny Vistre Vidourle | 10,16            | 5 778 (2022)                      | 569                |
| Vestric-et-Candiac      | 30347      | CC Rhôny Vistre Vidourle | 10,92            | 1 345 (2022)                      | 123                |
| Villevieille            | 30352      | CC du Pays de Sommières  | 8,28             | 1 874 (2022)                      | 226                |

## Historique des députations
| Législature | Début de mandat  | Fin de mandat    | Député                | Parti politique | Observations |
| ----------- | ---------------- | ---------------- | --------------------- | --------------- | --- |
| Ire         | 9 décembre 1958  | 9 octobre 1962   | Jean Poudevigne       | CNIP            | Mandat écourté à la suite d'une dissolution parlementaire décidée par Charles de Gaulle.                                                                       |
| IIe         | 6 décembre 1962  | 12 février 1963  | Gilberte Roca         | PCF             | Élection annulée par le Conseil constitutionnel. |
| IIe         | 12 février 1963  | 2 avril 1967     | Jean Poudevigne       | CNIP            | Élection annulée par le Conseil constitutionnel. |
| IIIe        | 3 avril 1967     | 30 mai 1968      | Jean Poudevigne       | PDM             | Mandat écourté à la suite d'une dissolution parlementaire décidée par Charles de Gaulle.                                                                       |
| IVe         | 11 juillet 1968  | 1er avril 1973   | Jean Poudevigne       | PDM             | |
| Ve          | 2 avril 1973     | 2 avril 1978     | Jean Bastide          | PS              | |
| VIe         | 3 avril 1978     | 22 mai 1981      | Bernard Deschamps     | PCF             | Mandat écourté à la suite d'une dissolution parlementaire décidée par François Mitterrand.                                                                     |
| VIIe        | 2 juillet 1981   | 1er avril 1986   | Georges Benedetti     | PS              | |
| VIIIe       | 2 avril 1986     | 14 mai 1988      | Aucun                 | Aucun           | Proportionnelle par département, pas de député par circonscription. Mandat écourté à la suite d'une dissolution parlementaire décidée par François Mitterrand. |
| IXe         | 23 juin 1988     | 1er avril 1993   | Jean-Marie Cambacérès | PS              | |
| Xe          | 2 avril 1993     | 21 avril 1997    | Jean-Marie André      | UDF             | Mandat écourté à la suite d'une dissolution parlementaire décidée par Jacques Chirac.                                                                          |
| XIe         | 12 juin 1997     | 18 juin 2002     | Alain Fabre-Pujol     | PS              | |
| XIIe        | 19 juin 2002     | 19 juin 2007     | Étienne Mourrut       | UMP             | |
| XIIIe       | 20 juin 2007     | 19 juin 2012     | Étienne Mourrut       | UMP             | |
| XIVe        | 20 juin 2012     | 20 juin 2017     | Gilbert Collard       | app. FN         | |
| XVe         | 21 juin 2017     | 1er juillet 2019 | Gilbert Collard       | RN              | Élu député européen. Meizonnet voit son entrée en fonction retardée par des dépôts contre la validité des élections.                                           |
| XVe         | 1er février 2020 | 21 juin 2022     | Nicolas Meizonnet     | RN              | Élu député européen. Meizonnet voit son entrée en fonction retardée par des dépôts contre la validité des élections.                                           |
| XVIe        | 22 juin 2022     | 9 juin 2024      | Nicolas Meizonnet     | RN              | Mandat écourté à la suite d'une dissolution parlementaire décidée par Emmanuel Macron.                                                                         |

## Historique des élections

### Élections de 1958
| Candidat       | Candidat            | Parti          | Premier tour | Premier tour | Second tour | Second tour |  |
| Candidat       | Candidat            | Parti          | Voix         | %            | Voix        | %           |  |
| -------------- | ------------------- | -------------- | ------------ | ------------ | ----------- | ----------- |  |
|                | Jean Poudevigne élu | CNIP           | 17 554       | 30,36        | 36 237      | 62,76       |  |
|                | Gilberte Roca       | PCF            | 14 315       | 24,76        | 21 501      | 37,24       |  |
|                | Robert Gourdon      | SFIO           | 10 356       | 17,91        | Retrait     | Retrait     |  |
|                | Pierre Boulot       | Modérés        | 8 274        | 14,31        | Retrait     | Retrait     |  |
|                | Armand Cavard       | Modérés        | 5 293        | 9,16         | Retrait     | Retrait     |  |
|                | Georges Valantin    | Soc.ind.       | 1 286        | 2,22         |             |             |  |
|                | André Féline        | Extrême droite | 737          | 1,27         |             |             |  |
|                |                     |                |              |              |             |             |  |
| Inscrits       | Inscrits            | Inscrits       | 80 471       | 100,00       | 80 537      | 100,00      |  |
| Abstentions    | Abstentions         | Abstentions    | 21 113       | 26,24        | 20 057      | 24,9        |  |
| Votants        | Votants             | Votants        | 59 358       | 73,76        | 60 480      | 75,1        |  |
| Blancs et nuls | Blancs et nuls      | Blancs et nuls | 1 543        | 2,6          | 2 742       | 4,53        |  |
| Exprimés       | Exprimés            | Exprimés       | 57 815       | 97,4         | 57 738      | 95,47       |  |

Le suppléant de Jean Poudevigne était Henry Laget, propriétaire-viticulteur, maire de Bernis.

### Élections de 1962
| Candidat       | Candidat                | Parti          | Premier tour | Premier tour | Second tour | Second tour |  |
| Candidat       | Candidat                | Parti          | Voix         | %            | Voix        | %           |  |
| -------------- | ----------------------- | -------------- | ------------ | ------------ | ----------- | ----------- |  |
|                | Jean Poudevigne sortant | CNIP           | 17 734       | 32,2         | 24 662      | 41          |  |
|                | Gilberte Roca élue      | PCF            | 15 491       | 28,13        | 24 695      | 41,06       |  |
|                | Armand Cavard           | UNR-UDT        | 11 550       | 20,97        | 10 789      | 17,94       |  |
|                | Robert Gourdon          | PSU (SFIO)     | 10 297       | 18,7         | Retrait     | Retrait     |  |
|                |                         |                |              |              |             |             |  |
| Inscrits       | Inscrits                | Inscrits       | 84 485       | 100,00       | 84 428      | 100,00      |  |
| Abstentions    | Abstentions             | Abstentions    | 27 793       | 32,9         | 22 565      | 26,73       |  |
| Votants        | Votants                 | Votants        | 56 692       | 67,1         | 61 863      | 73,27       |  |
| Blancs et nuls | Blancs et nuls          | Blancs et nuls | 1 620        | 2,86         | 1 717       | 2,78        |  |
| Exprimés       | Exprimés                | Exprimés       | 55 072       | 97,14        | 60 146      | 97,22       |  |

Résultat annulé par le Conseil constitutionnel.
Le suppléant de Gilberte Roca était José Boyer, instituteur, maire de Beaucaire.

### Élection partielle de 1963
| Candidat | Candidat               | Parti          | Premier tour | Premier tour | Second tour | Second tour |  |
| Candidat | Candidat               | Parti          | Voix         | %            | Voix        | %           |  |
| --- | ---------------------- | -------------- | ------------ | ------------ | ----------- | ----------- |  |
| | Jean Poudevigne élu    | Sans étiquette | 21 249       | 57,79        | 31 398      | 57,79       |  |
| | Gilberte Roca sortante | PCF            | 19 741       | 20,15        | 25 012      | 20,15       |  |
| | Pierre Boulot          | UNR            | 8 286        | 18,44        |             |             |  |
| | Jean Sagnes            | SFIO           | 5 167        | 2,34         |             |             |  |
| |                        |                |              |              |             |             |  |
| Inscrits | Inscrits               | Inscrits       | 84 841       | 100,00       |             |             |  |
| Abstentions | Abstentions            | Abstentions    | 26 451       | 31,18        |             |             |  |
| Votants | Votants                | Votants        | 58 390       | 68,82        |             |             |  |
| Blancs et nuls | Blancs et nuls         | Blancs et nuls | 1 980        | 3,39         |             |             |  |
| Exprimés | Exprimés               | Exprimés       | 56 410       | 96,61        |             |             |  |
| Source : France, Ministère de l'intérieur. Les Elections législatives . Métropole., la Documentation française, 1963 (lire en ligne) |                        |                |              |              |             |             |  |

Le suppléant de Jean Poudevigne était Joseph Cartier.

### Élections de 1967
| Candidat       | Candidat                      | Parti          | Premier tour | Premier tour | Second tour | Second tour |  |
| Candidat       | Candidat                      | Parti          | Voix         | %            | Voix        | %           |  |
| -------------- | ----------------------------- | -------------- | ------------ | ------------ | ----------- | ----------- |  |
|                | Jean Poudevigne sortant réélu | CNIP (PDM)     | 21 662       | 30,47        | 37 350      | 51,56       |  |
|                | Gilberte Roca                 | PCF            | 19 414       | 27,31        | 35 080      | 48,42       |  |
|                | Robert Gourdon                | FGDS (SFIO)    | 18 332       | 25,79        | 16          | 0,02        |  |
|                | Pierre Jalu                   | UD-Ve          | 11 677       | 16,43        | Retrait     | Retrait     |  |
|                |                               |                |              |              |             |             |  |
| Inscrits       | Inscrits                      | Inscrits       | 89 936       | 100,00       | 89 919      | 100,00      |  |
| Abstentions    | Abstentions                   | Abstentions    | 17 064       | 18,97        | 14 315      | 15,92       |  |
| Votants        | Votants                       | Votants        | 72 872       | 81,03        | 75 604      | 84,08       |  |
| Blancs et nuls | Blancs et nuls                | Blancs et nuls | 1 787        | 2,45         | 3 158       | 4,18        |  |
| Exprimés       | Exprimés                      | Exprimés       | 71 085       | 97,55        | 72 446      | 95,82       |  |

Le suppléant de Jean Poudevigne était Joseph Cartier.

### Élections de 1968
|                | Jean Poudevigne sortant réélu | CNIP (PDM)     | 37 103 | 51,19  |  |  |  |
|                | Bernard Deschamps             | PCF            | 16 689 | 23,03  |  |  |  |
|                | Robert Gourdon                | FGDS (SFIO)    | 16 217 | 22,37  |  |  |  |
|                | Jacques Compère-Roussey       | PSU            | 2 473  | 3,41   |  |  |  |
|                |                               |                |        |        |  |  |  |
| Inscrits       | Inscrits                      | Inscrits       | 92 121 | 100,00 |  |  |  |
| Abstentions    | Abstentions                   | Abstentions    | 18 146 | 19,7   |  |  |  |
| Votants        | Votants                       | Votants        | 73 975 | 80,3   |  |  |  |
| Blancs et nuls | Blancs et nuls                | Blancs et nuls | 1 493  | 2,02   |  |  |  |
| Exprimés       | Exprimés                      | Exprimés       | 72 482 | 97,98  |  |  |  |

Le suppléant de Jean Poudevigne était Joseph Cartier.

### Élections de 1973
| Candidat       | Candidat                | Parti          | Premier tour | Premier tour | Second tour | Second tour |  |
| Candidat       | Candidat                | Parti          | Voix         | %            | Voix        | %           |  |
| -------------- | ----------------------- | -------------- | ------------ | ------------ | ----------- | ----------- |  |
|                | Jean Poudevigne sortant | CDP (URP)      | 32 149       | 39,56        | 40 666      | 47,28       |  |
|                | Jean Bastide élu        | PS (UGSD)      | 21 408       | 26,34        | 45 342      | 52,72       |  |
|                | Bernard Deschamps       | PCF            | 21 090       | 25,95        | Retrait     | Retrait     |  |
|                | Philippe Saltiel        | MR             | 5 555        | 6,84         |             |             |  |
|                | Jean-Louis Barbolosi    | ARLP           | 1 067        | 1,31         |             |             |  |
|                |                         |                |              |              |             |             |  |
| Inscrits       | Inscrits                | Inscrits       | 100 799      | 100,00       | 100 711     | 100,00      |  |
| Abstentions    | Abstentions             | Abstentions    | 17 923       | 17,78        | 13 133      | 13,04       |  |
| Votants        | Votants                 | Votants        | 82 876       | 82,22        | 87 578      | 86,96       |  |
| Blancs et nuls | Blancs et nuls          | Blancs et nuls | 1 607        | 1,94         | 1 570       | 1,79        |  |
| Exprimés       | Exprimés                | Exprimés       | 81 269       | 98,06        | 86 008      | 98,21       |  |

Le suppléant de Jean Bastide était Jean Carreyron, maire de Sauzet, conseiller général du canton de Saint-Chaptes.

### Élections de 1978
| Candidat       | Candidat              | Parti          | Premier tour | Premier tour | Second tour | Second tour |  |
| Candidat       | Candidat              | Parti          | Voix         | %            | Voix        | %           |  |
| -------------- | --------------------- | -------------- | ------------ | ------------ | ----------- | ----------- |  |
|                | Jean Poudevigne       | UDF (CDS)      | 29 865       | 29,2         | 50 707      | 48,33       |  |
|                | Bernard Deschamps élu | PCF            | 29 730       | 29,07        | 54 208      | 51,67       |  |
|                | Gérard Chayne         | PS             | 23 692       | 23,16        | Retrait     | Retrait     |  |
|                | Gérard Quintana       | RPR            | 9 455        | 9,24         |             |             |  |
|                | Guy Cambot            | Écologie 78    | 4 082        | 3,99         |             |             |  |
|                | Serge Tastavin        | PSD            | 1 877        | 1,84         |             |             |  |
|                | Daniel Thélène        | Extrême droite | 1 743        | 1,7          |             |             |  |
|                | Dominique Geindreau   | LO             | 1 383        | 1,35         |             |             |  |
|                | Hervé Rubi            | FN             | 459          | 0,45         |             |             |  |
|                |                       |                |              |              |             |             |  |
| Inscrits       | Inscrits              | Inscrits       | 123 163      | 100,00       | 123 117     | 100,00      |  |
| Abstentions    | Abstentions           | Abstentions    | 18 843       | 15,3         | 14 768      | 12          |  |
| Votants        | Votants               | Votants        | 104 320      | 84,7         | 108 349     | 88          |  |
| Blancs et nuls | Blancs et nuls        | Blancs et nuls | 2 034        | 1,95         | 3 434       | 3,17        |  |
| Exprimés       | Exprimés              | Exprimés       | 102 286      | 98,05        | 104 915     | 96,83       |  |

Le suppléant de Bernard Deschamps était Michel Roux, adjoint au maire de Bagnols-sur-Cèze.

### Élections de 1981
| Candidat       | Candidat                  | Parti          | Premier tour | Premier tour | Second tour | Second tour |  |
| Candidat       | Candidat                  | Parti          | Voix         | %            | Voix        | %           |  |
| -------------- | ------------------------- | -------------- | ------------ | ------------ | ----------- | ----------- |  |
|                | Georges Benedetti élu     | PS             | 30 465       | 32,73        | 60 937      | 62,65       |  |
|                | Bernard Deschamps sortant | PCF            | 28 205       | 30,30        | Retrait     | Retrait     |  |
|                | Paul Gache                | UDF (CDS)      | 17 837       | 19,16        | 36 333      | 37,35       |  |
|                | Michel Faure              | RPR (UNM)      | 13 087       | 14,06        |             |             |  |
|                | Robert Rigal              | MÉP            | 2 685        | 2,88         |             |             |  |
|                | Daniel Lioubowny          | LO             | 809          | 0,87         |             |             |  |
|                |                           |                |              |              |             |             |  |
| Inscrits       | Inscrits                  | Inscrits       | 134 737      | 100,00       | 136 716     | 100,00      |  |
| Abstentions    | Abstentions               | Abstentions    | 40 221       | 29,85        | 36 068      | 26,38       |  |
| Votants        | Votants                   | Votants        | 94 516       | 70,15        | 100 648     | 73,62       |  |
| Blancs et nuls | Blancs et nuls            | Blancs et nuls | 1 428        | 1,51         | 3 378       | 3,36        |  |
| Exprimés       | Exprimés                  | Exprimés       | 93 088       | 98,49        | 97 270      | 96,64       |  |

La suppléante de Georges Benedetti était Nicole Bouyala, conseillère municipale puis maire de Saint-Quentin-la-Poterie.

### Élections de 1988
| Candidat       | Candidat                    | Parti               | Premier tour | Premier tour | Second tour | Second tour |  |
| Candidat       | Candidat                    | Parti               | Voix         | %            | Voix        | %           |  |
| -------------- | --------------------------- | ------------------- | ------------ | ------------ | ----------- | ----------- |  |
|                | Jean-Marie Cambacérès élu   | PS                  | 14 955       | 28,1         | 29 526      | 51,28       |  |
|                | Jean-Marie André            | Divers droite (URC) | 14 473       | 27,19        | 28 056      | 48,72       |  |
|                | Bernard Deschamps sortant   | PCF                 | 11 882       | 22,33        | Retrait     | Retrait     |  |
|                | Charles de Chambrun sortant | FN                  | 10 793       | 20,28        | Retrait     | Retrait     |  |
|                | Jack Oriac                  | MRG                 | 1 117        | 2,1          |             |             |  |
|                |                             |                     |              |              |             |             |  |
| Inscrits       | Inscrits                    | Inscrits            | 83 365       | 100,00       | 83 355      | 100,00      |  |
| Abstentions    | Abstentions                 | Abstentions         | 28 902       | 34,67        | 23 632      | 28,35       |  |
| Votants        | Votants                     | Votants             | 54 463       | 65,33        | 59 723      | 71,65       |  |
| Blancs et nuls | Blancs et nuls              | Blancs et nuls      | 1 243        | 2,28         | 2 141       | 3,58        |  |
| Exprimés       | Exprimés                    | Exprimés            | 53 220       | 97,72        | 57 582      | 96,42       |  |

Le suppléant de Jean-Marie Cambacérès était Guy Roca, responsable de gestion, de Vauvert.

### Élections de 1993
| Candidat       | Candidat                      | Parti                | Premier tour | Premier tour | Second tour | Second tour |  |
| Candidat       | Candidat                      | Parti                | Voix         | %            | Voix        | %           |  |
| -------------- | ----------------------------- | -------------------- | ------------ | ------------ | ----------- | ----------- |  |
|                | Jean-Marie André élu          | UDF (PR)             | 13 181       | 22,74        | 29 208      | 61,34       |  |
|                | Charles de Chambrun           | FN                   | 11 890       | 20,52        | 18 412      | 38,66       |  |
|                | Bernard Deschamps             | PCF                  | 9 549        | 16,48        |             |             |  |
|                | Simon Casas                   | RPR                  | 8 442        | 14,57        |             |             |  |
|                | Jean-Marie Cambacérès sortant | Divers gauche (ADFP) | 7 359        | 12,7         |             |             |  |
|                | Christian Eymard              | GÉ (EÉ)              | 3 608        | 6,23         |             |             |  |
|                | Robert Matthieu               | Divers droite        | 1 684        | 2,91         |             |             |  |
|                | Martine Borde                 | LT-LNÉ               | 1 424        | 2,46         |             |             |  |
|                | Jean-Pierre Bliaux            | Divers écologiste    | 445          | 0,77         |             |             |  |
|                | Gérard Persy                  | PLN                  | 253          | 0,44         |             |             |  |
|                | Robert Berenguier             | Divers               | 117          | 0,2          |             |             |  |
|                |                               |                      |              |              |             |             |  |
| Inscrits       | Inscrits                      | Inscrits             | 89 302       | 100,00       | 89 292      | 100,00      |  |
| Abstentions    | Abstentions                   | Abstentions          | 27 869       | 31,21        | 30 260      | 33,89       |  |
| Votants        | Votants                       | Votants              | 61 433       | 68,79        | 59 032      | 66,11       |  |
| Blancs et nuls | Blancs et nuls                | Blancs et nuls       | 3 481        | 5,67         | 11 412      | 19,33       |  |
| Exprimés       | Exprimés                      | Exprimés             | 57 952       | 94,33        | 47 620      | 80,67       |  |

Le suppléant de Jean-Marie André était Raymond Fontaine, salarié à la source Perrier, maire RPR de Vergèze.

### Élections de 1997
| Candidat       | Candidat                 | Parti             | Premier tour | Premier tour | Second tour | Second tour |  |
| Candidat       | Candidat                 | Parti             | Voix         | %            | Voix        | %           |  |
| -------------- | ------------------------ | ----------------- | ------------ | ------------ | ----------- | ----------- |  |
|                | Jean-Marie André sortant | UDF (PR)          | 16 390       | 27,42        | 26 203      | 39,43       |  |
|                | Max Janin                | FN                | 15 224       | 25,47        | 12 517      | 18,84       |  |
|                | Alain Fabre-Pujol élu    | PS                | 12 829       | 21,46        | 27 736      | 41,74       |  |
|                | Martine Gayraud          | PCF               | 8 831        | 14,77        |             |             |  |
|                | Michel Gaini             | Divers écologiste | 1 360        | 2,28         |             |             |  |
|                | Nadine Braud             | LDI (MPF)         | 1 260        | 2,11         |             |             |  |
|                | Claude Paoli             | GÉ                | 931          | 1,56         |             |             |  |
|                | Monique Amayon           | LT-LNÉ            | 898          | 1,5          |             |             |  |
|                | Antonella Mignot         | LCR               | 694          | 1,16         |             |             |  |
|                | Pascale Reynaud          | Extrême droite    | 604          | 1,01         |             |             |  |
|                | Aziz Aoudia              | Divers gauche     | 516          | 0,86         |             |             |  |
|                | Sylvain Dworczak         | Divers écologiste | 240          | 0,4          |             |             |  |
|                | André Hugonnet           | Divers gauche     | 0            | 0            |             |             |  |
|                |                          |                   |              |              |             |             |  |
| Inscrits       | Inscrits                 | Inscrits          | 92 546       | 100,00       | 92 535      | 100,00      |  |
| Abstentions    | Abstentions              | Abstentions       | 29 866       | 32,27        | 23 915      | 25,84       |  |
| Votants        | Votants                  | Votants           | 62 680       | 67,73        | 68 620      | 74,16       |  |
| Blancs et nuls | Blancs et nuls           | Blancs et nuls    | 2 903        | 4,63         | 2 164       | 3,15        |  |
| Exprimés       | Exprimés                 | Exprimés          | 59 777       | 95,37        | 66 456      | 96,85       |  |

Le suppléant d'Alain Fabre-Pujol était Alain Rayssiguier, médecin à Beaucaire.

### Élections de 2002
| Candidat                     | Candidat                  | Parti             | Premier tour | Premier tour | Second tour | Second tour |  |
| Candidat                     | Candidat                  | Parti             | Voix         | %            | Voix        | %           |  |
| ---------------------------- | ------------------------- | ----------------- | ------------ | ------------ | ----------- | ----------- |  |
|                              | Alain Fabre-Pujol sortant | PS                | 17 806       | 27,86        | 22 770      | 37,33       |  |
|                              | Florence Berthezène       | FN                | 13 895       | 21,74        | 12 582      | 20,63       |  |
|                              | Étienne Mourrut élu       | UMP               | 13 288       | 20,79        | 25 649      | 42,05       |  |
|                              | Jean-Marie André          | diss. UDF         | 11 225       | 17,57        |             |             |  |
|                              | Samuel Serre              | UDF               | 1 635        | 2,56         |             |             |  |
|                              | Jacqueline Bizet          | LCR               | 1 060        | 1,66         |             |             |  |
|                              | Michel Servile            | MNR               | 945          | 1,48         |             |             |  |
|                              | Roberte Got               | CPNT              | 890          | 1,39         |             |             |  |
|                              | Monique Amayon            | Divers écologiste | 707          | 1,11         |             |             |  |
|                              | Jean-Claude Vincent       | Extrême droite    | 667          | 1,04         |             |             |  |
|                              | Michèle Villanueva        | LO                | 647          | 1,01         |             |             |  |
|                              | Faiza Rekaoui             | Divers écologiste | 288          | 0,45         |             |             |  |
|                              | Alain Fanni               | GÉ                | 224          | 0,35         |             |             |  |
|                              | Marie-José Berger         | Divers écologiste | 223          | 0,35         |             |             |  |
|                              | Claude Reignier           | Divers droite     | 198          | 0,31         |             |             |  |
|                              | Lucile Grau               | Régionaliste      | 132          | 0,21         |             |             |  |
|                              | Muriel Poussel            | CNIP              | 73           | 0,11         |             |             |  |
|                              |                           |                   |              |              |             |             |  |
| Inscrits                     | Inscrits                  | Inscrits          | 102 289      | 100,00       | 102 284     | 100,00      |  |
| Abstentions                  | Abstentions               | Abstentions       | 36 954       | 36,13        | 39 876      | 38,99       |  |
| Votants                      | Votants                   | Votants           | 65 335       | 63,87        | 62 408      | 61,01       |  |
| Blancs et nuls               | Blancs et nuls            | Blancs et nuls    | 1 432        | 2,19         | 1 407       | 2,25        |  |
| Exprimés                     | Exprimés                  | Exprimés          | 63 903       | 97,81        | 61 001      | 97,75       |  |
| Source : Assemblée nationale |                           |                   |              |              |             |             |  |

La suppléante d'Étienne Mourrut était Joëlle Pellissier, orthophoniste, conseillère générale du canton de Nîmes-2, adjointe au maire de Nîmes.

### Élections de 2007
| Candidat       | Candidat                      | Parti             | Premier tour | Premier tour | Second tour | Second tour |  |
| Candidat       | Candidat                      | Parti             | Voix         | %            | Voix        | %           |  |
| -------------- | ----------------------------- | ----------------- | ------------ | ------------ | ----------- | ----------- |  |
|                | Étienne Mourrut sortant réélu | UMP               | 31 791       | 48,06        | 38 189      | 59,47       |  |
|                | Robert Crauste                | PS                | 14 592       | 22,06        | 26 024      | 40,53       |  |
|                | Jean Miclot                   | FN                | 5 480        | 8,28         |             |             |  |
|                | Claude de Girardi             | UDF–MoDem         | 3 700        | 5,59         |             |             |  |
|                | Martine Gayraud               | PCF               | 3 274        | 4,95         |             |             |  |
|                | Marie-Lise Chaniac            | LCR               | 1 682        | 2,54         |             |             |  |
|                | Cédric Durand                 | MPF               | 1 165        | 1,76         |             |             |  |
|                | Corinne Derian                | Les Verts         | 1 159        | 1,75         |             |             |  |
|                | Sylvie Boccadifuoco           | CPNT              | 861          | 1,3          |             |             |  |
|                | Jacqueline Abello             | Divers écologiste | 665          | 1,01         |             |             |  |
|                | Jeanine Servile               | MNR               | 547          | 0,83         |             |             |  |
|                | Christiane Rolandez           | LO                | 497          | 0,75         |             |             |  |
|                | Monique Raynaud               | GÉ                | 375          | 0,57         |             |             |  |
|                | Pierre Clément                | Divers            | 358          | 0,54         |             |             |  |
|                |                               |                   |              |              |             |             |  |
| Inscrits       | Inscrits                      | Inscrits          | 114 608      | 100,00       | 114 607     | 100,00      |  |
| Abstentions    | Abstentions                   | Abstentions       | 47 245       | 41,22        | 48 230      | 42,08       |  |
| Votants        | Votants                       | Votants           | 67 363       | 58,78        | 66 377      | 57,92       |  |
| Blancs et nuls | Blancs et nuls                | Blancs et nuls    | 1 217        | 1,81         | 2 164       | 3,26        |  |
| Exprimés       | Exprimés                      | Exprimés          | 66 146       | 98,19        | 64 213      | 96,74       |  |

La suppléante d'Étienne Mourrut était Bénédicte Lapierre, déléguée médicale, de Nîmes.

### Élections de 2012
| Candidat       | Candidat                  | Parti          | Premier tour | Premier tour | Second tour | Second tour |  |
| Candidat       | Candidat                  | Parti          | Voix         | %            | Voix        | %           |  |
| -------------- | ------------------------- | -------------- | ------------ | ------------ | ----------- | ----------- |  |
|                | Gilbert Collard élu       | RBM (FN)       | 17 826       | 34,57        | 22 780      | 42,82       |  |
|                | Katy Guyot                | PS (EÉLV)      | 16 948       | 32,87        | 22 110      | 41,56       |  |
|                | Étienne Mourrut sortant   | UMP            | 12 318       | 23,89        | 8 313       | 15,63       |  |
|                | Danielle Floutier         | FG (PG)        | 2 672        | 5,18         |             |             |  |
|                | Auguste Victoria          | diss. EÉLV     | 505          | 0,98         |             |             |  |
|                | Jacqueline Abello         | LT-LNÉ         | 417          | 0,81         |             |             |  |
|                | Dorothée Clerc-Martinerie | DLR            | 334          | 0,65         |             |             |  |
|                | James Climent             | Pirate         | 209          | 0,41         |             |             |  |
|                | Carole Jourdan            | AÉI            | 167          | 0,32         |             |             |  |
|                | Stéphane Manson           | LO             | 164          | 0,32         |             |             |  |
|                | Jean-Michel Sposito       | PVB            | 0            | 0            |             |             |  |
|                |                           |                |              |              |             |             |  |
| Inscrits       | Inscrits                  | Inscrits       | 82 317       | 100,00       | 82 311      | 100,00      |  |
| Abstentions    | Abstentions               | Abstentions    | 30 159       | 36,64        | 28 414      | 34,52       |  |
| Votants        | Votants                   | Votants        | 52 158       | 63,36        | 53 897      | 65,48       |  |
| Blancs et nuls | Blancs et nuls            | Blancs et nuls | 598          | 1,15         | 694         | 1,29        |  |
| Exprimés       | Exprimés                  | Exprimés       | 51 560       | 98,85        | 53 203      | 98,71       |  |

La suppléante de Gilbert Collard était Évelyne Ruty, secrétaire de direction, conseillère régionale FN, de Nîmes.

### Élections de 2017
Le suppléant de Gilbert Collard était Nicolas Meizonnet, ingénieur, assistant parlementaire, conseiller départemental du canton de Vauvert, conseiller municipal de Vauvert. Nicolas Meizonnet remplace Gilbert Collard, élu député européen, du 1er février 2020 au 21 juin 2022.

### Élections de 2022
La suppléante de Nicolas Meizonnet était Caroline Devaux, agent administratif, de Saint-Laurent-d'Aigouze.

### Élections de 2024
La suppléante de Nicolas Meizonnet est Caroline Devaux.